# Dauerauftrag

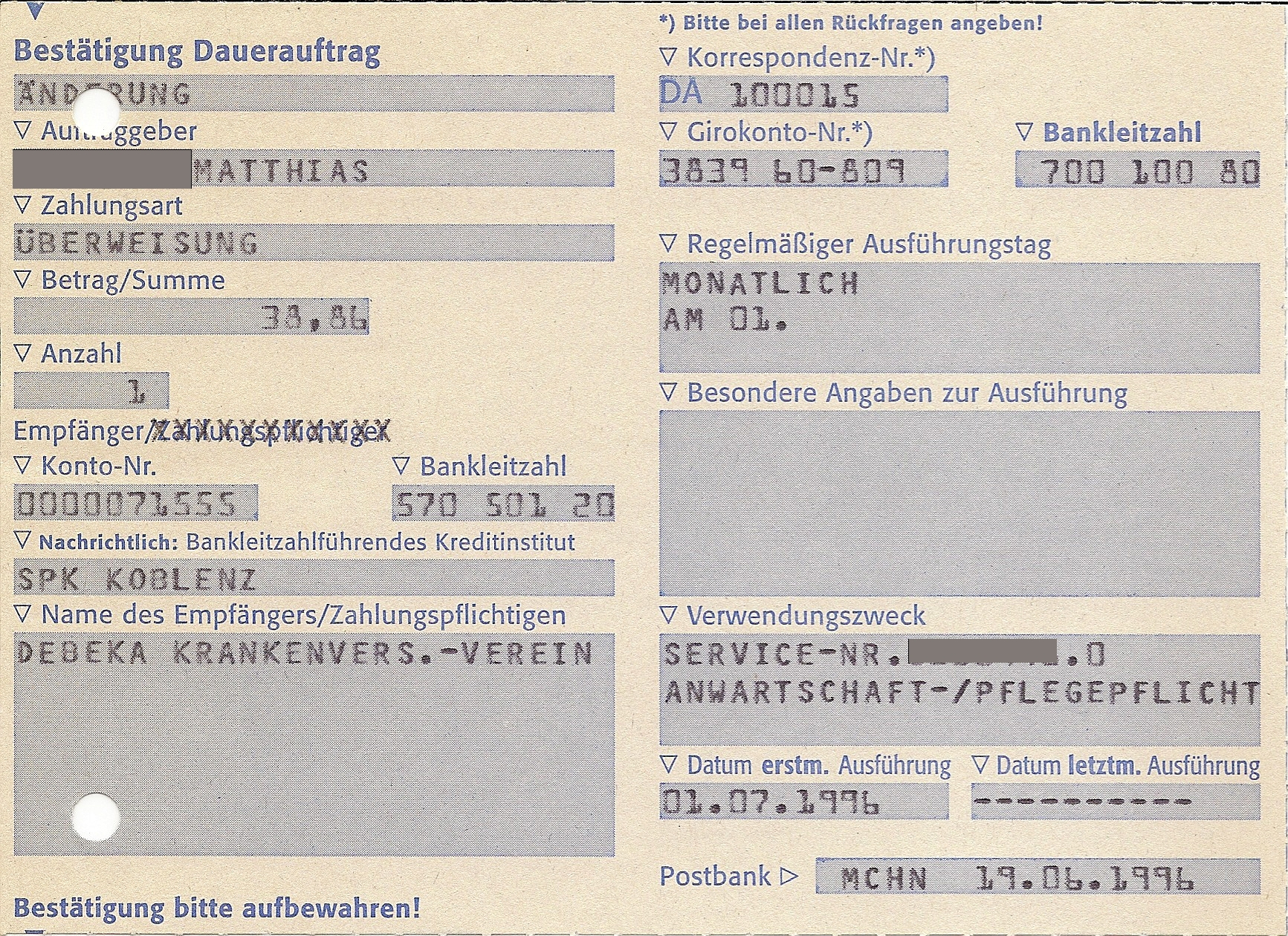
Beispiel für einen bestätigten Dauerauftrag

Der Dauerauftrag ist im Zahlungsverkehr eine bargeldlose Überweisung, die regelmäßig zu einem festgelegten Ausführungszeitpunkt mit einem gleichbleibenden Geldbetrag wiederholt an einen bestimmten Zahlungsempfänger über einen zunächst unbestimmten Zeitraum von einem Kreditinstitut ausgeführt wird.

## Geschichte
Der Dauerauftrag ist eine deutsche Erfindung. Das Postscheckamt Hamburg führte den Dauerauftrag erstmals im Jahre 1961 ein und entwickelte sich mit etwa 200.000 Daueraufträgen bald zur größten Dauerauftragsstelle aller 13 Postscheckämter. Daueraufträge verbreiteten sich im deutschen Bankwesen sehr schnell und nahmen eine rasante Entwicklung. Von den Spitzenverbänden wurden deshalb im Jahre 1963 „Richtlinien für die Ausführung von Daueraufträgen bei Verwendung von Endlosvordrucken“ herausgegeben. Einige Länder führten seither auch den Dauerauftrag ein wie die Niederlande (niederländisch doorlopende machtigingen), Japan (japanisch 口座自動振替) oder Großbritannien (englisch standing order). In den USA ist diese Form des Dauerauftrags nicht üblich, da Scheckzahlungen überwiegen.

## Rechtsfragen
Der Dauerauftrag unterliegt dem Zahlungsdiensterecht des BGB. Das Zahlungsdiensterecht verwendet den Begriff nicht, sondern umschreibt ihn in § 675n Abs. 2 BGB als „Ausführung an einem bestimmten Tag oder am Ende eines bestimmten Zeitraums“.
Voraussetzung für einen Dauerauftrag ist ein Zahlungsdiensterahmenvertrag nach § 675f Abs. 2 BGB. Der Zahler erteilt seinem Kreditinstitut einmalig die Weisung nach § 675, § 665 BGB, zu bestimmten Terminen sich wiederholende Überweisungen mit gleichbleibenden Geldbeträgen bis auf Widerruf zu Lasten seines Kontos auf ein bestimmtes Empfängerkonto vorzunehmen, ohne dass es weiterer Weisungen bedarf. Die Ausführung eines Dauerauftrages stellt gemäß § 675c Abs. 3 BGB in Verbindung mit § 1 Abs. 1 Satz 2 Nr. 3 Buchstabe c ZAG einen Zahlungsdienst dar, für dessen Erbringung als vertragliche Hauptleistung der Zahlungsdienstleister gemäß § 675f Abs. 5 Satz 1 BGB ein Entgelt verlangen kann. Ein Dauerauftrag hat als Zahlungsdienst einen Zahlungsvorgang im Sinne des § 675f Abs. 4 Satz 1 BGB zum Gegenstand, der durch einen Zahlungsauftrag im Sinne des § 675f Abs. 4 Satz 2 BGB initiiert wird. Diese Weisung ist nach Maßgabe von § 675p BGB widerruflich.
Trotz der revolvierenden Zahlungsvorgänge wird jeder Dauerauftrag als ein einziger Zahlungsauftrag angesehen. Änderungen des Dauerauftrags (Betrag, Ausführungszeitpunkt, Ausführungsrhythmus, Kontonummern) sind jederzeit möglich. Abhängig von der Institutsgruppe gibt es nur eine bestimmte Zahl feststehender Ausführungszeitpunkte und Ausführungsrhythmen. Ausführungszeitpunkte sind meist der Monatsultimo und der 15. eines Monats, als Ausführungsrhythmen kann monatlich, quartalsmäßig oder jährlich gewählt werden. Der Widerruf des Dauerauftrags ist nach § 675j Abs. 2 BGB bis zum Ende des Geschäftstags vor dem vereinbarten Zahlungstermin möglich (§ 675p Abs. 3 BGB). Die Bank hat den Kunden über nicht ausgeführte Daueraufträge wegen mangelnder Kontodeckung zu benachrichtigen. Der Bundesgerichtshof (BGH) sieht in der Aussetzung oder Löschung eines Dauerauftrags einen Widerruf, der keine Bankgebühren auslösen darf.

## Nutzen
Daueraufträge sind nur im Inlandszahlungsverkehr möglich. Ein Dauerauftrag dient der Erfüllung wiederkehrender gleichbleibender Zahlungspflichten, insbesondere aus Dauerschuldverhältnissen. Das ist unter anderem der Fall bei Beiträgen, Handyverträgen, Mieten, Schuldendienst, Unterhaltsleistungen, Versicherungsprämien, Gewinnsparen oder dem Spardauerauftrag, sofern nicht die Zahlungsempfänger selbst hierfür durch Lastschrift sorgen. Der Dauerauftrag befreit den Zahler von Vormerkungen der Fälligkeit, so dass termingerechte Zahlungen nicht vergessen werden. Eine Sonderform des Dauerauftrags ist der Abschöpfungsauftrag, bei dem eine feste Summe auf dem Konto verbleibt.